# Garmandà
Garmandà (en rus: Гарманда) és un poble de l'óblast de Magadan, a Rússia, que el 2021 tenia 56 habitants.